# Kuivarahu (Vilsandi)
Kuivarahu ist eine unbewohnte Insel, 600 Meter von der größten estnischen Insel Saaremaa entfernt. Die Insel liegt in der Landgemeinde Saaremaa im Kreis Saare. Sie gehört zum Nationalpark Vilsandi.
Kuivarahu ist 210 Meter lang und 50 Meter breit.